# 福井谦一
福井谦一（日语：／ Fukui Ken'ichi ?，1918年10月4日—1998年1月9日）日本理论化学家，美国科学院外籍院士，欧洲艺术科学文学院院士。文化勳章、勳一等旭日大綬章表彰。文化功勞者。追贈從二位。
福井教授由于在1951年提出直观化的前线轨道理论，因而於1981年成為亞洲首位诺贝尔化学奖得主、第6位日本人諾貝爾獎得主。

## 生平
1918年10月4日，福井出生于日本奈良县井户野町的一个职员家庭，他的父亲毕业于东京商科大学，供职于一家英国公司。家境富裕的福井自幼便受到良好的教育，不仅学习过《论语》等传统典籍，同时也受到欧美文化和先进科学技术的熏陶。
中学时代的福井谦一先后就读于舊制今宫中學和舊制大阪高中，他的数学与德语成绩优异，但是这位日后的理论化学家却对中学化学非常不感兴趣。在进入大学的升学考试中，福井受到家族亲戚，京都帝国大学工业化学系教授喜多源逸的影响，选择了自己最不喜欢的化学作为终身的专业。

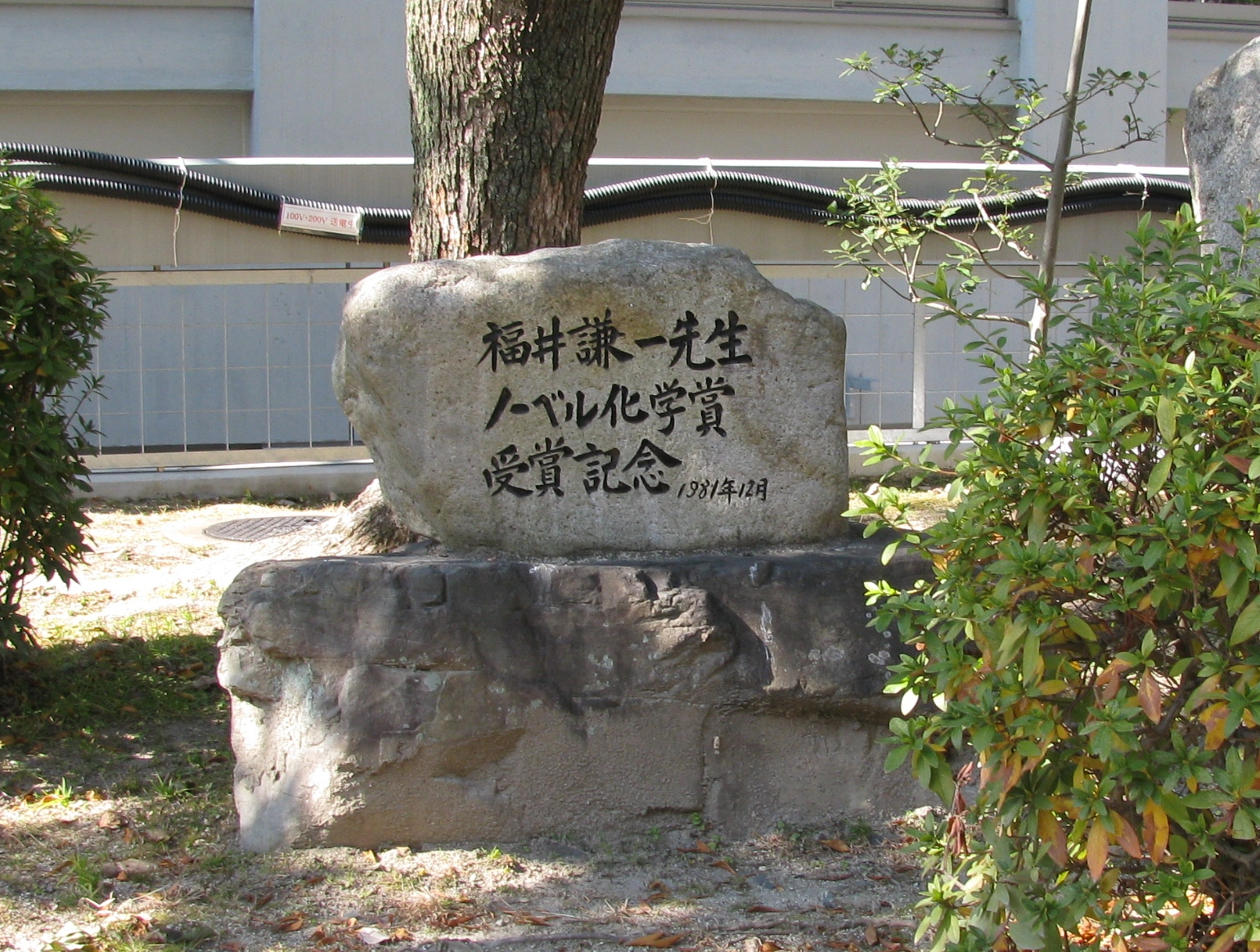
京都大學福井謙一紀念碑

1938年，福井考入京都大学工业化学系，进入大学的福井没有放弃自己对数学的兴趣，选修了大量数学和理论物理方面的课程，在这一时期打下了坚实的数理基础。1941年福井大学毕业，进入京都大学燃料化学系儿玉信次郎教授的实验室攻读硕士学位。儿玉早年留学德国，返回日本时带回了大量欧洲的书籍资料，当时的欧洲量子理论正出于空前的发展之中，福井谦一通过这些珍贵的书籍，接触到了当时理论科学研究前沿。1948年福井获得了他的博士学位。毕业后的福井留在京都大学燃料化学系，在一间条件简陋的研究室中从事理论研究。
1951年，福井谦一发表了前线轨道理论的第一篇论文《芳香碳氢化合物中反应性的分子轨道研究》奠定了福井理论的基础。福井初期的工作并不为人们所认可，他的同事和上司认为福井谦一不专心从事应用化学的研究，而是希望提出全新的化学基础理论，并且希望将当时还不为化学界所接受的量子力学引入到化学领域中，是不切实际和狂妄的；日本学术界对福井谦一的理论也并不重视，直到1960年代，欧美学术界开始大量引用福井的论文之后，日本人才开始重新审视福井谦一理论的价值。由于福井在前线轨道理论方面开创性的工作，京都大学逐渐形成了一个以他为核心的理论化学研究团队，福井学派也成为量子化学领域一个重要的学派。
1981年，福井谦一与提出分子轨道对称性守恒原理的美国科学家罗德·霍夫曼分享了诺贝尔化学奖。同年，他又获得了美国科学院外籍院士、欧洲艺术科学文学院院士、日本政府文化勋章等一系列荣誉。1982年福井从京都大学退休，被京都工艺纤维大学聘为校长，同时担任福井基础化学研究所所长，福井担任这些职位直到1998年逝世。

## 贡献

### 前线轨道理论
前线轨道理论是福井谦一赖以成名的理论，这一理论将分子周围分布的电子云根据能量细分为不同能级的分子轨道，福井认为有电子排布的，能量最高的分子轨道（即最高占据轨道HOMO）和没有被电子占据的，能量最低的分子轨道（即最低未占轨道LUMO）是决定一个体系发生化学反应的关键，其他能量的分子轨道对于化学反应虽然有影响但是影响很小，可以暂时忽略。HOMO和LUMO便是所谓前线轨道。
福井提出，通过计算参与反应的各粒子的分子轨道，获得前线轨道的能量、波函数相位、重叠程度等信息，便可以相当满意地解释各种化学反应行为，对于一些经典理论无法解释的行为，应用前线轨道理论也可以给出令人满意的解释。前线轨道理论简单、直观、有效，因而在化学反应、生物大分子反应过程、催化机理等理论研究方面有着广泛的应用。

### 内禀反应坐标法
过渡态理论认为，化学反应的过程就是体系从势能面上的一个最低点经过某一特定途径，滑动到另一个最低点的过程，研究体系滑动在势能面上留下的轨迹，是化学反应动力学的一项任务，福井提出的内禀反应坐标法可以阐明体系在反应途径上每一处所受到的作用力与核位移之间的关系。

### 量子化学直观化
无论是前线轨道理论还是内禀反应坐标法，都是将复杂、抽象的量子化学公式转化为简单直观的近似理论，福井谦一所有的工作都是围绕量子化学直观化这一目标进行的，通过他提出的理论，传统的化学家可以不经过抽象的公式推导和计算，直接使用量子化学的理论指导实验，为他们打开了理论化学神秘的大门。为此福井专门编写了《图解量子化学》一书，这部书是非理论化学专业工作者了解量子化学的经典读物。

## 著作
- 『量子化学』（1968年、朝倉書店）
- Theory of Orientation and Stereoselection（1975年、Springer-Verlag）、ISBN 0387074260
- 『化学反応と電子の軌道』（1976年、丸善）、ISBN 462102132X
- 『フロンティア軌道法入門』（1978年、講談社）、ISBN 4061392506
- 『科学と人間を語る』（1982年、共同通信社）、ISBN 4764101149
- 『化学と私』（1982年、化学同人）、ISBN 4759800883
- 『学問の創造』（1984年、佼成出版社）、ISBN 4333011434
- 『教育への直言』（1985年、パンリサーチインスティテュート）、ISBN 4893520059
- 『学問の創造』（1987年、朝日文庫）、ISBN 4022604433
- 『21世紀日本の選択』（1994年、ダイヤモンド社）、 ISBN 4478190186
- 『哲学の創造』（1996年、梅原猛との共著・PHP研究所）、ISBN 4569552056
- 『複雑系の経済学』（1997年、ダイヤモンド社）、ISBN 4478372160
- Frontier Orbitals and Reaction Paths（1997年、World Scientific Publishing Company）、ISBN 9810222416